# Населення Канади
Населення Канади. Чисельність населення країни 2015 року становила 35,099 млн осіб (39-те місце у світі), в жовтні 2023 року в країні мешкало 40 528 396 осіб. Чисельність канадців стабільно збільшується, народжуваність 2015 року становила 10,28 ‰ (190-те місце у світі), смертність — 8,42 ‰ (81-ше місце у світі), природний приріст — 0,75 % (146-те місце у світі) . Приріст населення Канади за перші дев'ять місяців 2023 року становив 1 млн 30 тис. 378 осіб, що перевищило загальний приріст за будь-який інший період повного року з моменту створення Конфедерації в 1867 році, більшість приросту приходиться на міграцію. 

## Природний рух
Чисельність канадського населення 1 липня 2016 року досягло 36,29 млн осіб завдяки рекордній кількості іммігрантів, які приїхали в країну 2016 року. У статистичному бюро Канади (Statistics Canada) стверджують, що населення збільшилося на 437,8 тис. людей або на 1,2 % протягом року. Це найбільший річний приріст з 1989 року. Несподіваний приріст безпосередньо пов'язаний з імміграцією: 86,0 тис. людей іммігрували в країну тільки протягом другого кварталу 2016 року, а загальна кількість іммігрантів за минулий рік досягла близько 320,0 тис. осіб. Останній зареєстрований випадок, коли Канада пережила подібний бум, був в 2010 році, коли в країну приїхали 270,0 тис. людей. Офіційні особи кажуть, що ще більше іммігрантів приїхали в країну в першій половині 1910-х років, під час заселення західної Канади, але з 1971 року, коли почали вести демографічні підрахунки, офіційні дані не були доступні. Середній вік канадців — 40,9 років, народжуваність в країні за 2016 рік склала приблизно 393,0 тис. осіб, а смертність — близько 269,0 тис.

### Відтворення
Народжуваність у Канаді, станом на 2015 рік, дорівнює 10,28 ‰ (190-те місце у світі). Коефіцієнт потенційної народжуваності 2015 року становив 1,59 дитини на одну жінку (184-те місце у світі). Середній вік матері при народженні першої дитини становив 28,1 року (оцінка на 2011 рік).
Смертність у Канаді 2015 року становила 8,42 ‰ (81-ше місце у світі).
Природний приріст населення в країні 2015 року становив 0,75 % (146-те місце у світі).

### Вікова структура

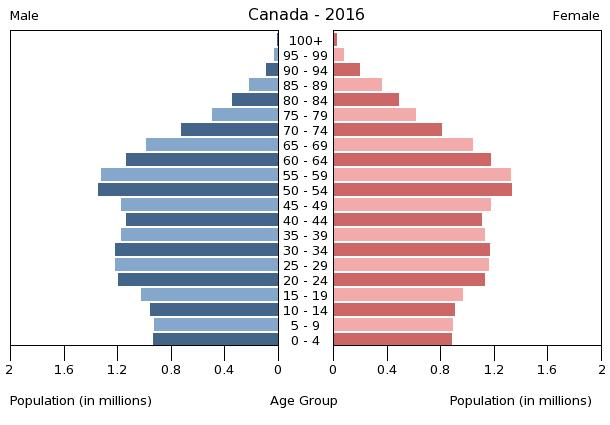
Віково-статева піраміда населення Канади, 2016 рік

Середній вік населення Канади становить 42 роки (29-те місце у світі): для чоловіків — 40,8, для жінок — 43,3 року. Очікувана середня тривалість життя 2015 року становила 81,76 року (18-те місце у світі), для чоловіків — 79,15 року, для жінок — 84,52 року.
Вікова структура населення Канади, станом на 2015 рік, виглядає наступним чином:
- діти віком до 14 років — 15,46 % (2 781 043 чоловіка, 2 644 008 жінок);
- молодь віком 15-24 роки — 12,39 % (2 236 425 чоловіків, 2 111 681 жінка);
- дорослі віком 25-54 роки — 40,69 % (7 239 027 чоловіків, 7 041 886 жінок);
- особи передпохилого віку (55-64 роки) — 13,74 % (2 389 423 чоловіка, 2 433 621 жінка);
- особи похилого віку (65 років і старіші) — 17,73 % (2 766 909 чоловіків, 3 455 813 жінок)[1].

### Шлюбність— розлучуваність
Коефіцієнт шлюбності, тобто кількість шлюбів на 1 тис. осіб за календарний рік, дорівнює 4,4; коефіцієнт розлучуваності — 2,1; індекс розлучуваності, тобто відношення шлюбів до розлучень за календарний рік — 48. Середній вік, коли чоловіки беруть перший шлюб дорівнює 31,1 року, жінки — 29,1 року, загалом — 30,1 року (дані за 2008 рік).

## Розселення
Густота населення країни 2015 року становила 4 особи/км² (228-ме місце у світі). Більшість населення країни тяжіє до смуги завтовшки 300-км вздовж американського кордону. Найнаселеніші провінції: Онтаріо, Квебек і Британська Колумбія.

### Урбанізація
Канада надзвичайно урбанізована країна. Рівень урбанізованості становить 81,8 % населення країни (станом на 2015 рік), темпи зростання частки міського населення — 1,22 % (оцінка тренду за 2010—2015 роки).
Головні міста держави: Торонто — 5,993 млн осіб, Монреаль — 3,981 млн осіб, Ванкувер — 2,485 млн осіб, Калгарі — 1,337 млн осіб, Оттава (столиця) — 1,326 млн осіб, Едмонтон — 1,272 млн осіб (дані за 2015 рік).

### Міграції
Річний рівень імміграції 2015 року становив 5,66 ‰ (22-ге місце у світі). Цей показник не враховує різниці між законними і незаконними мігрантами, між біженцями, трудовими мігрантами та іншими.  У третьому кварталі 2023 року переважна більшість (96,0%) приросту населення була зумовлена міжнародною міграцією.

#### Біженці й вимушені переселенці
Станом на 2015 рік, в країні постійно перебуває 13,7 тис. біженців з Колумбії, 11,42 тис. з Китаю, 8,81 тис. з Гаїті, 8,81 тис. з Шрі-Ланки, 7,21 тис. з Пакистану, 6,41 тис. з Мексики.
Канада є членом Міжнародної організації з міграції (IOM).

## Расово-етнічний склад
| Етнічний склад (2012 рік) | Етнічний склад (2012 рік) | Етнічний склад (2012 рік) | Етнічний склад (2012 рік) | Етнічний склад (2012 рік) |
| ------------------------- | ------------------------- | ------------------------- | ------------------------- | ------------------------- |
| Етнос:                    |                           |                           | Відсоток:                 |                           |
| канадці                   | канадці                   |                           | 32.2%                     | 32.2%                     |
| британці                  | британці                  |                           | 19.8%                     | 19.8%                     |
| французи                  | французи                  |                           | 15.5%                     | 15.5%                     |
| шотландці                 | шотландці                 |                           | 14.4%                     | 14.4%                     |
| ірландці                  | ірландці                  |                           | 13.8%                     | 13.8%                     |
| німці                     | німці                     |                           | 9.8%                      | 9.8%                      |
| італійці                  | італійці                  |                           | 4.5%                      | 4.5%                      |
| китайці                   | китайці                   |                           | 4.5%                      | 4.5%                      |
| індіанці                  | індіанці                  |                           | 4.2%                      | 4.2%                      |
| українці                  | українці                  |                           | 3.8%                      | 3.8%                      |
| інші                      | інші                      |                           | 47.1%                     | 47.1%                     |

Головні етноси країни: канадці — 32,2 %, британці — 19,8 %, французи — 15,5 %, шотландці — 14,4 %, ірландці — 13,8 %, німці — 9,8 %, італійці — 4,5 %, китайці — 4,5 %, індіанці — 4,2 %, українці — 3,8 %, інші — 47,1 % населення (оціночні дані за 2011 рік). Загальна сума більше 100 % через те, що багато респондентів відносять себе до декількох етносів.

## Мови
| Мови Канади (2012 рік) | Мови Канади (2012 рік) | Мови Канади (2012 рік) | Мови Канади (2012 рік) | Мови Канади (2012 рік) |
| ---------------------- | ---------------------- | ---------------------- | ---------------------- | ---------------------- |
| Мова:                  |                        |                        | Відсоток:              |                        |
| англійська             | англійська             |                        | 58.7%                  | 58.7%                  |
| французька             | французька             |                        | 22%                    | 22%                    |
| пенджабська            | пенджабська            |                        | 1.4%                   | 1.4%                   |
| італійська             | італійська             |                        | 1.3%                   | 1.3%                   |
| іспанська              | іспанська              |                        | 1.3%                   | 1.3%                   |
| німецька               | німецька               |                        | 1.3%                   | 1.3%                   |
| китайська              | китайська              |                        | 1.2%                   | 1.2%                   |
| тагальська мова        | тагальська мова        |                        | 1.2%                   | 1.2%                   |
| арабська               | арабська               |                        | 1.1%                   | 1.1%                   |
| інші                   | інші                   |                        | 10.5%                  | 10.5%                  |

Офіційні мови: англійська — розмовляє 58,7 % населення країни, французька — 22 %. Інші поширені мови: пенджабська — 1,4 %, італійська — 1,3 %, іспанська — 1,3 %, німецька — 1,3 %, китайська — 1,2 %, тагальська мова — 1,2 %, арабська — 1,1 %, інші мови — 10,5 % (дані 2011 року).

## Релігії
| Релігії в Канаді (2011 рік) | Релігії в Канаді (2011 рік) | Релігії в Канаді (2011 рік) | Релігії в Канаді (2011 рік) | Релігії в Канаді (2011 рік) |
| --------------------------- | --------------------------- | --------------------------- | --------------------------- | --------------------------- |
| Віросповідання:             |                             |                             | Відсоток:                   |                             |
| католики                    | католики                    |                             | 39%                         | 39%                         |
| протестанти                 | протестанти                 |                             | 20.3%                       | 20.3%                       |
| православні                 | православні                 |                             | 1.6%                        | 1.6%                        |
| християни                   | християни                   |                             | 6.3%                        | 6.3%                        |
| мусульмани                  | мусульмани                  |                             | 3.2%                        | 3.2%                        |
| індуїсти                    | індуїсти                    |                             | 1.5%                        | 1.5%                        |
| сикхи                       | сикхи                       |                             | 1.4%                        | 1.4%                        |
| буддисти                    | буддисти                    |                             | 1.1%                        | 1.1%                        |
| юдаїзм                      | юдаїзм                      |                             | 1%                          | 1%                          |
| інші                        | інші                        |                             | 0.6%                        | 0.6%                        |
| атеїсти                     | атеїсти                     |                             | 23.9%                       | 23.9%                       |

Головні релігії й вірування, які сповідує, і конфесії та церковні організації, до яких відносить себе населення країни: католицтво — 39 % (римо-католицтво — 38,8 %, інші гілки католицтва — 0,2 %), протестантизм — 20,3 % (Об'єднана церква Канади — 6,1 %, англіканство — 5 %, баптизм — 1,9 %, лютеранство — 1,5 %, п'ятидесятництво — 1,5 %, пресвітеріанство — 1,4 %, інші — протестантизм — 2,9 %), православ'я — 1,6 %, інші течії християнства — 6,3 %, іслам — 3,2 %, індуїзм — 1,5 %, сикхізм — 1,4 %, буддизм — 1,1 %, юдаїзм — 1 %, інші — 0,6 %, не сповідують жодної — 23,9 % (станом на 2011 рік).

## Освіта
Рівень письменності 2015 року становив 99 % дорослого населення (віком від 15 років): 99 % — серед чоловіків, 99 % — серед жінок.
Державні витрати на освіту складають 5,3 % від ВВП країни, станом на 2011 рік (62-ге місце у світі).

## Охорона здоров'я
Забезпеченість лікарями в країні на рівні 2,07 лікаря на 1000 мешканців (станом на 2010 рік). Забезпеченість лікарняними ліжками в стаціонарах — 2,7 ліжка на 1000 мешканців (станом на 2010 рік). Загальні витрати на охорону здоров'я 2014 року склали 10,4 % від ВВП країни (15-те місце у світі).
Смертність немовлят до 1 року, станом на 2015 рік, становила 4,65 ‰ (179-те місце у світі); хлопчиків — 4,97 ‰, дівчаток — 4,3 ‰. Рівень материнської смертності 2015 року становив 7 випадків на 100 тис. народжень (147-ме місце у світі).
Канада входить до складу ряду міжнародних організацій: Міжнародного руху (ICRM) і Міжнародної федерації товариств Червоного Хреста і Червоного Півмісяця (IFRCS), Дитячого фонду ООН (UNISEF), Всесвітньої організації охорони здоров'я (WHO).

### Захворювання
Кількість хворих на СНІД невідома, дані про відсоток інфікованого населення в репродуктивному віці 15-49 років відсутні. Смертність 2014 року від цієї хвороби становила приблизно 400 осіб (89-те місце у світі).
Частка дорослого населення з високим індексом маси тіла 2014 року становила 30,1 % (48-ме місце у світі);

### Санітарія
Доступ до облаштованих джерел питної води 2015 року мало 100 % населення в містах і 99 % в сільській місцевості; загалом 99,8 % населення країни. Відсоток забезпеченості населення доступом до облаштованого водовідведення (каналізація, септик): в містах — 100 %, в сільській місцевості — 99 %, загалом по країні — 99,8 % (станом на 2015 рік). Споживання прісної води, станом на 2010 рік, дорівнює 42,2 км³ на рік, або 1,589 тонни на одного мешканця на рік: з яких 20 % припадає на побутові, 70 % — на промислові, 10 % — на сільськогосподарські потреби.

## Соціально-економічне положення
Співвідношення осіб що в економічному плані залежать від інших до осіб працездатного віку (15-64 роки) загалом становить 47,3 % (станом на 2015 рік): частка дітей — 23,5 %; частка осіб похилого віку — 23,8 %, або 4,2 потенційно працездатних на 1 пенсіонера. Загалом дані показники характеризують рівень затребуваності державної допомоги в секторах освіти, охорони здоров'я і пенсійного забезпечення, відповідно. За межею бідності 2008 року перебувало 9,4 % населення країни. Розподіл доходів домогосподарств в країні виглядає наступним чином: нижній дециль — 2,6 %, верхній дециль — 24,8 % (станом на 2000 рік).
Станом на 2016 рік, уся країна була електрифікована, усе населення країни мало доступ до електромереж. Рівень проникнення інтернет-технологій надзвичайно високий. Станом на липень 2015 року в країні налічувалось 31,053 млн унікальних інтернет-користувачів (21-ше місце у світі), що становило 88,5 % від загальної кількості населення країни.

### Трудові ресурси
Загальні трудові ресурси 2015 року становили 19,3 млн осіб (31-ше місце у світі). Зайнятість економічно активного населення у господарстві країни розподіляється наступним чином: аграрне, лісове і рибне господарства — 2 %; промисловість і будівництво — 20 %; сфера послуг — 76 %; інше — 2 % (станом на 2006 рік). Безробіття 2015 року дорівнювало 6,9 % працездатного населення, 2014 року — 6,9 % (80-те місце у світі); серед молоді у віці 15-24 років ця частка становила 13,5 %, серед юнаків — 15 %, серед дівчат — 11,9 % (81-ше місце у світі).

## Кримінал

### Наркотики

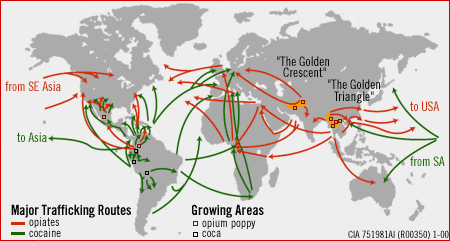
Світові маршрути наркотрафіку

Виробник нелегальної марихуани для домашнього вжитку й на ринок США гідропонним способом; зростаюче виробництво екстазі; країна вразлива до відмивання грошей.

### Торгівля людьми
Згідно щорічної доповіді про торгівлю людьми (англ. Trafficking in Persons Report) Управління з моніторингу та боротьби з торгівлею людьми Державного департаменту США, уряд Канади докладає усіх можливих зусиль в боротьбі з явищем примусової праці, сексуальної експлуатації, незаконною торгівлею внутрішніми органами, законодавство відповідає усім вимогам американського закону 2000 року щодо захисту жертв (англ. Trafficking Victims Protection Act’s), держава знаходиться у списку першого рівня.

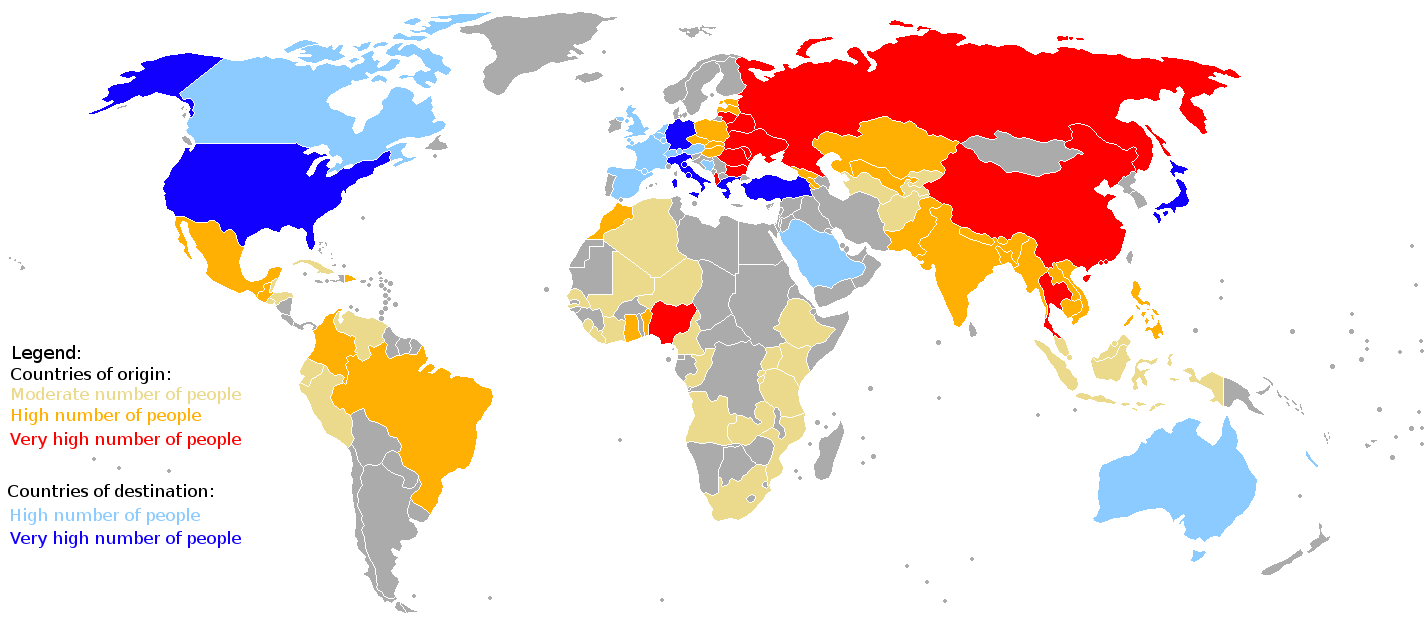
Країни-донори (червоний) і країни-реципієнти кримінальних потоків  (англ.)
Глобальна боротьба з торгівлею людьми (англ.)

## Гендерний стан
Статеве співвідношення (оцінка 2015 року):
- при народженні — 1,06 особи чоловічої статі на 1 особу жіночої;
- у віці до 14 років — 1,05 особи чоловічої статі на 1 особу жіночої;
- у віці 15-24 років — 1,06 особи чоловічої статі на 1 особу жіночої;
- у віці 25-54 років — 1,03 особи чоловічої статі на 1 особу жіночої;
- у віці 55-64 років — 0,98 особи чоловічої статі на 1 особу жіночої;
- у віці старше за 64 роки — 0,8 особи чоловічої статі на 1 особу жіночої;
- загалом — 0,98 особи чоловічої статі на 1 особу жіночої[1].

## Демографічні дослідження
Демографічні дослідження в країні ведуться рядом державних і наукових установ:

### Українською
- Атлас. 10-11 клас. Економічна і соціальна географія світу / упорядники :  О. Я. Скуратович, Н. І. Чанцева. — К. : ДНВП «Картографія», 2010. — ISBN 978-966-475-639-3.
- Атлас світу / голов. ред. І. С. Руденко ; зав. ред. В. В. Радченко ; відп. ред. О. В. Вакуленко. — К. : ДНВП «Картографія», 2005. — 336 с. — ISBN 9666315467.
- Безуглий В. В. Економічна і соціальна географія зарубіжних країн : Навчальний посібник. — К. : ВЦ «Академія», 2007. — 704 с. — ISBN 978-966-580-239-6.
- Безуглий В. В., Козинець С. В. Регіональна економічна і соціальна географія світу : Навчальний посібник. — видання 2-ге, доп., перероб. — К. : ВЦ «Академія», 2007. — 688 с. — ISBN 966-580-144-9.
- Гудзеляк І. І. Географія населення: Навчальний посібник / І. Гудзеляк. — Л. : Видавничий центр ЛНУ імені Івана Франка, 2008. — 232 с. — ISBN 978-966-613-599-8.
- Дахно І. І. Країни світу: Енциклопедичний довідник / І. І. Дахно, С. М. Тимофієв. — К. : Мапа, 2011. — 606 с. — (Бібліотека нового українця) — ISBN 978-966-8804-23-6.
- Дахно І. І. Економічна географія зарубіжних країн : навчальний посібник. — К. : Центр учбової літератури, 2014. — 319 с. — ISBN 978-611-01-0682-5.
- Джаман В. О. Регіональні системи розселення: демографічні аспекти. — Чернівці : Рута, 2003. — 392 с. — ISBN 9665685988.
- Дорошенко Л. С. Демографія: Навчальний посібник. — К. : МАУП, 2005. — 112 с. — ISBN 966-608-442-2.
- Дубович І. А. Країнознавчий словник-довідник. — 5-те вид., перероб. і доп. — К. : Знання, 2008. — 839 с. — ISBN 978-966-346-330-8.
- Економічна і соціальна географія країн світу. Навчальний посібник / За ред. Кузика С. П. — Л. : Світ, 2002. — 672 с. — ISBN 966-603-178-7.
- Загальна медична географія світу / В. О. Шевченко [та ін.] — К. : [б.в.], 1998. — 178 с.
- Крисаченко В. С. Динаміка населення: Популяційні, етнічні та глобальні виміри. — К. : Видавництво Національного інституту стратегічних досліджень, 2005. — 368 с. — ISBN 966-554-083-1.
- Любіцева О. О., Мезенцев К. В., Павлов С. В. Географія релігій. — К. : АртЕК, 1999. — 504 с. — ISBN 966-505-006-0.
- Масляк П. О. Країнознавство. — К. : Знання, 2007. — 292 с. — (Вища освіта XXI століття)
- Масляк П. О., Дахно І. І. Економічна і соціальна географія світу / П. О. Масляк, І. І. Дахно ; за ред. П. О. Масляка. — К. : Вежа, 2003. — 280 с. — ISBN 966-7091-53-8.

### Російською
- (рос.) Канада // Демографический энциклопедический словарь / главн. ред. Валентей Д. И. — М. : Советская энциклопедия, 1985. — 608 с.
- (рос.) Канада // Страны и народы. Америка. Общий обзор. Северная Америка / Редкол. : Ю. П. Аверкиева и др. — М. : «Мысль», 1980. — 301 с. — (Страны и народы) — 180 тис. прим.
- (рос.) Атлас народов мира / Отв. ред. С. И. Брук и В. С. Апенченко. — М. : ГУГК ГГК СССР и Институт этнографии им. Н. Н. Миклухо-Маклая АН СССР, 1964. — 185 с. — 20 тис. прим.
- (рос.) Численность и расселение народов мира. Этнографические очерки / под ред. С. И. Брука. — М. : Издательство АН СССР, 1962. — 487 с.
- (рос.) Лаппо Г. М. География городов: Учебное пособие для географических факультетов вузов. — М. : Туманит, изд. центр ВЛАДОС, 1997. — 476 с. — ISBN 5-691-00047-0.
- (рос.) Ягельский А. География населения. — М. : Прогресс, 1980. — 383 с.